# 仲地のぶひで
仲地 のぶひで（なかち のぶひで、1953年 - ）は、日本の映像作家、イラストレーター。沖縄県宜野座村出身。

## 作成作品一覧

### みんなのうた
- ◆は5分間1曲枠の楽曲。
- 童神 〜天の子守唄〜 / 山本潤子（2002年2月・3月放送）